# Paraíso (Chiriquí)
Paraíso es un corregimiento del distrito de Boquerón en la provincia de Chiriquí, República de Panamá. La localidad tiene 429 habitantes (2010).